# Santa Maria del Pilar (1764)
La Santa Maria del Pilar era una fregata da 40 cannoni della Marina dell'Ordine dei Cavalieri di Malta, costruita negli anni sessanta del XVIII Secolo. Catturata dai francesi nel 1798 fu ribattezzata Bérouse, ma date le pessime condizioni generali fu demolita poco dopo in quanto giudicata non utilizzabile.

## Storia
Nel 1700 venne eletto Gran maestro dell'Ordine di Malta Ramon Perellos y Roccaful che, tra i suoi primi atti, decise di potenziare la marina dell'Ordine tramite la costituzione di un'apposita squadra di vascelli di linea. Tali navi si erano oramai diffuse in tutte le marine europee, e erano state adottate alche da quella dell'Impero ottomano. Il 17 gennaio 1701 Perellos ottenne l'approvazione del Consiglio dell'Ordine, cui seguì il 15 aprile quella di papa Clemente XII tramite l'apposita bolla Ad futurum rei memoriam alias pro parte. Nacque così la squadra vascelli di linea dell'Ordine dei Cavalieri di Malta.
Nel 1764 fu varata la fregata da 40 cannoni Santa Maria del Pilar, che entrò in servizio presso la squadra vascelli di linea, e venne utilizzata per operazioni contro i corsari barbareschi fino al 1798. In quello stesso anno Napoleone Bonaparte diretto a conquistare l'Egitto al comando di un forte corpo di spedizione trasportato da una altrettanto imponente squadra navale al comando del viceammiraglio François-Paul Brueys D'Aigalliers si impadronì di Malta, assoggettandola alla dominazione francese, e dichiarando decaduta la sovranità dei cavalieri gerosolimitani. Le forze francesi si impadronirono di due navi di linea da 64 cannoni, i vascelli San Giovanni e San Zacharia, e di tre fregate, la Santa Elisabetta (40 cannoni), Santa Maria del Pilar (40 cannoni), e Santa Maria (36 cannoni).
La Santa Elisabetta fu ribattezzata Carthagénoise, mentre la Santa Maria del Pilar fu designata Bérouse. Date le pessime condizioni generali di quest'ultima nave, essa non entrò mai in servizio e venne avviata alla demolizione entro l'anno successivo.

### Fonti
1. ↑  Three Decks.
2. 1 2 3  Frasca 2016, p. 71.
3. ↑  Three Decks.
4. 1 2 3  Winfield, Roberts 2015, p. 457.